# Lander (khu tự quản)
Lander là một khu tự quản thuộc bang Miranda, Venezuela. Thủ phủ của khu tự quản Lander đóng tại Ocumare del Tuy. Khự tự quản Lander có diện tích 478 km2, dân số theo điều tra dân số ngày 21 tháng 10 năm 2001 là 108970 người.